# Ortsgruppenleiter
Ortsgruppenleiter (niem. naczelnik grupy lokalnej) – tytuł paramilitarny w Narodowosocjalistycznej Partii Robotniczej Niemiec, istniejący w latach 1930-1945. Po roku 1933, kiedy rozpoczął się proces Gleichschaltungu, stopień Ortsgruppenleitera został rozwinięty do naczelnika dużego miasta.
Po przejęciu władzy w Niemczech przez nazistów i utworzeniu III Rzeszy, ranga Ortsgruppenleitera oznaczała szefa obszaru miejskiego oraz regionu. Tradycyjne tytuły polityczne takie jak np. burmistrz przestały istnieć. Podczas II wojny światowej Ortsgruppenleiterzy kierowali jednostkami obrony cywilnej oraz przydziałami racji żywnościowych, zaś pod koniec wojny dowodzili miejskimi oddziałami Volksturmu. Po roku 1939 tytuł został zastąpiony przez rangę Abschnittsleitera.